# Durandiella fraxini
Durandiella fraxini är en svampart som först beskrevs av Ludwig David von Schweinitz, och fick sitt nu gällande namn av Seaver 1951. Durandiella fraxini ingår i släktet Durandiella och familjen Dermateaceae.  Arten är reproducerande i Sverige. Inga underarter finns listade i Catalogue of Life.